# Pierre-Michel Alix
Pierre-Michel Alix (Honfleur, 1762 – Parigi, 1807) è stato un incisore francese.
Fu autore di eccellenti incisioni a colori, che raccolse nella Collection de portraits de grands hommes (1792). Fu anche ritrattista di alcuni personaggi della Rivoluzione francese: in particolare nel 1789 realizzò 18 stampe di membri dell'Assemblea nazionale constituente, tra i quali Bailly, Mirabeau, l'Abate Grégoire, Charles e Alexandre de Lameth o Antoine Barnave, pubblicate da Levacher de Charnois. Ritrasse anche Jean-Paul Marat, Pierre Louis Manuel, Joseph Chalier, il generale Custine, il generale Dumouriez, Antoine Lavoisier e Charlotte Corday. Introdusse in Francia la "maniera punteggiata".